# Zaneveld Glacier
Zaneveld Glacier är en glaciär i Antarktis. Den ligger i Västantarktis. Nya Zeeland gör anspråk på området. Zaneveld Glacier ligger 1 931 meter över havet.
Terrängen runt Zaneveld Glacier är huvudsakligen kuperad, men den allra närmaste omgivningen är platt. Trakten är obefolkad. Det finns inga samhällen i närheten.